# Tetanure
Tetanure (lat. Tetanurae, "kruti repovi") su kladus u koji spada većina dinosaura teropoda, zajedno s pticama. Tetanure (ili tetanurini) prvi put se javljaju tijekom razdoblja rane do srednje jure.

## Definicija
Jacques Gauthier je 1986. tetanurama dao njihov naziv iz kladističkih razloga i okarakterizirao ih kao veliku grupu dinosaura teropoda. Gauthierov članak bila je prva ozbiljna primjena kladistike u paleontologiji kičmenjaka.
Tetanure se definira kao sve teropode koji su u bližem srodstvu s današnjim pticama nego s rodom Ceratosaurus (npr. Padian et al., 1999.). Gauthier je smatrao da se ona sastoji od skupina Carnosauria i Coelurosauria, iako kasniji istraživači smatraju mnoge "karnosaure" celurosaurima ili primitivnim tetanurama (međutim, vidjeti Rauhut, 2003.). Paul Sereno (1999.) je stvorio naziv Neotetanurae za čvor koji spaja skupine Carnosauria (kod njega Allosauroidea) i Coelurosauria, a isključuje druge tetanure poput megalosauroida. Padian et al. (1999.) su dali sinonimnu definiciju za Avetheropoda Gregoryja Paula (1988.), ali je ta definicija objavljena malo kasnije.

## Raspon
Porijeklo tetanura još uvijek nije sigurno utvrđeno. Tvrdi se da je Cryolophosaurus bio prvi pravi pripadnik te grupe (iako su neki osporili takvu identifikaciju, te se čini da je Cryolophosaurus u bližem srodstvu s dilofosauridima). Čak i ako je Cryolophosaurus zaista pripadnik tetanura, prema tome ne bi postojali fosili tetanura iz trijasa, kada je ta grupa trebalo da je nastala, s obzirom na prisutnost celofisoida (ako se koristi stara definicija ceratosaura). To daje veću validnost novijem viđenju da tetanuri i ceratosauri dijele zajedničkog pretka i zajedno tvore kladus naprednih teropoda.
Veliki grabežljivi spinosauridi i alosauridi raširili su se tijekom kasne jure i rane krede, naročito u Gondvani, ali čini se da su izumrli prije kraja krede, moguće zbog kompeticije s abelisauridima i tiranosauridima. Raznoliki celurosauri opstali su do kraja mezozoika, nakon kojeg su izumrli svi osim krunske grupe ptica. Današnje ptice jedini su živući predstavnici kladusa Tetanurae.